# Coll d'Ares (Pirineu)
El coll d'Ares és un coll de muntanya dels Pirineus que uneix les comarques del Ripollès i el Vallespir, entre els termes municipal de Molló i comunal de Prats de Molló i la Presta.

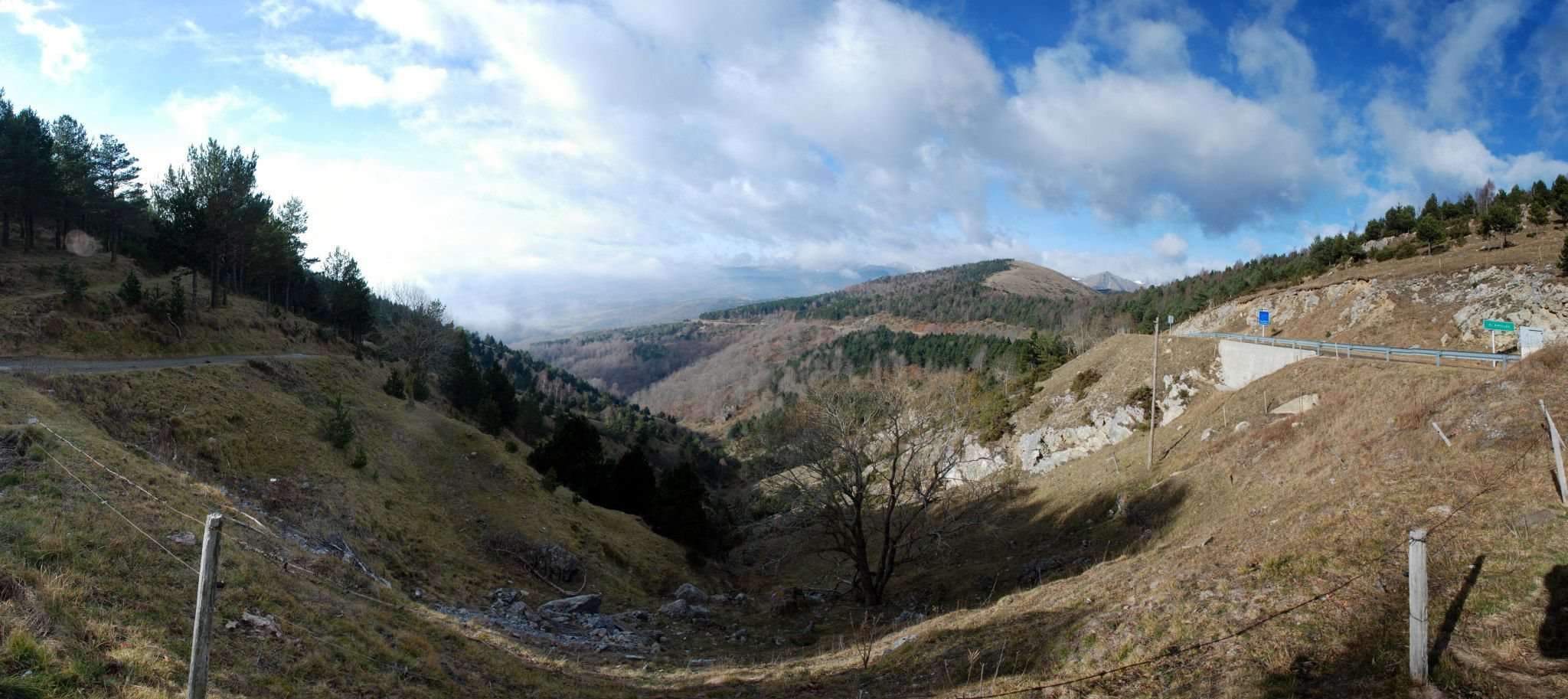
Panoràmica del Ripollès des del coll

És al sud-oest de Prats de Molló, a 13 quilòmetres per una bona carretera, però amb molts revolts tancats (salva uns 750 metres de diferència d'altitud en aquests 13 quilòmetres) i al nord-est de Molló, a 11 quilòmetres per una carretera de les mateixes característiques anteriors (només uns 350 metres de diferència d'altitud, però). A través de Molló, en 7 quilòmetres més hom arriba a Camprodon i en 31, a Ripoll. Des del coll d'Ares hi ha una magnífica vista panoràmica sobre les dues valls que separa.
Serveix de pas transfronterer, alhora que separa les valls del Ter i del Tec. En aquest punt hi havia hagut una duana (ara és una ampla esplanada des d'on hi ha magnífiques vistes sobre les dues valls esmentades). S'hi troben les carreteres C38 i D115.
El coll d'Ares és objectiu de diverses rutes de senderisme per aquest sector dels Pirineus.
La carretera de Molló a la línia fronterera va ser construïda a finals dels anys 50 del segle XX.

## L'exili republicà del 1939

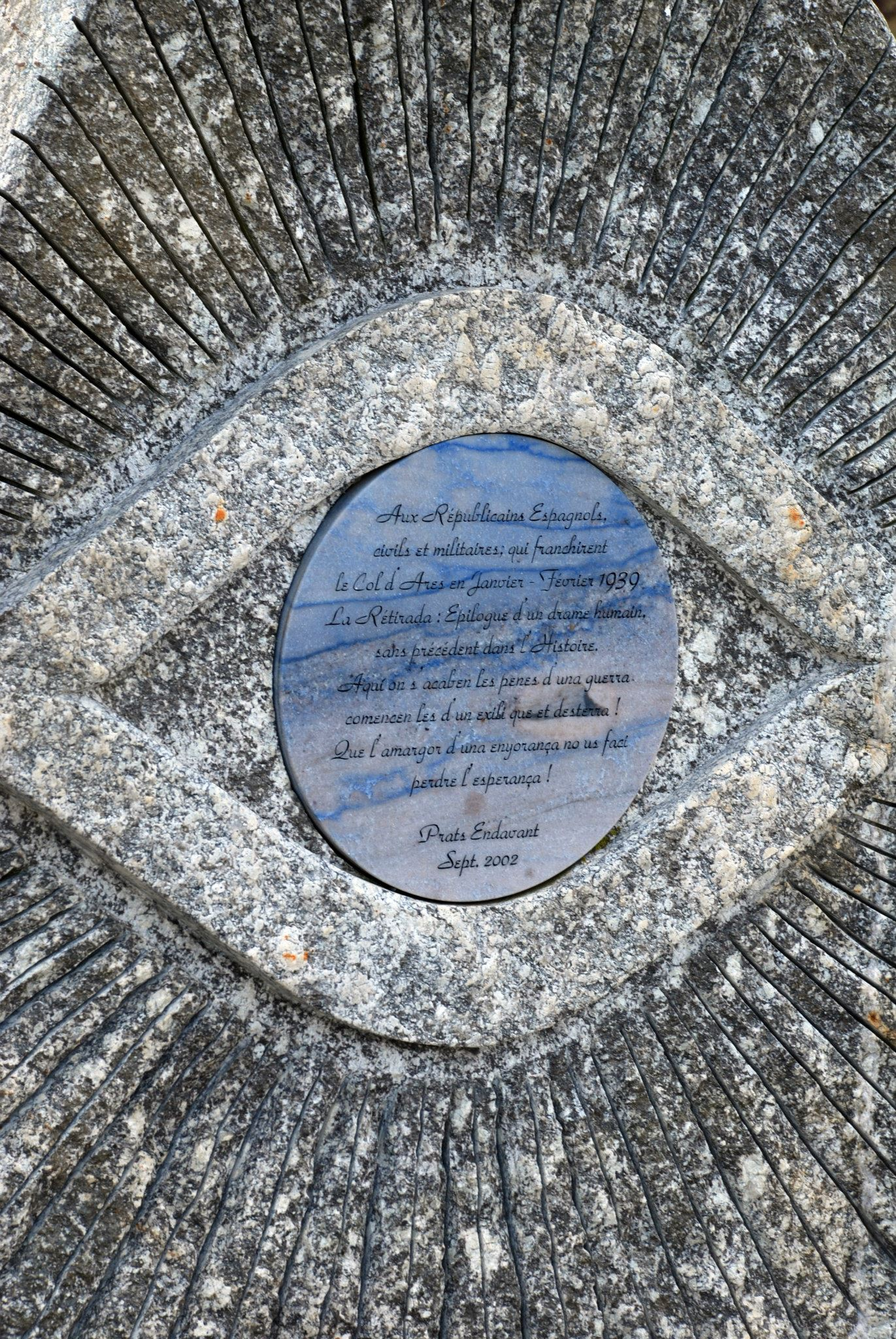
Monument i inscripció en honor de l'exili republicà

El coll d'Ares va ser un dels diversos passos transpirinencs per on van passar, seguint el camí de la Retirada, els qui s'exiliaren el gener i febrer del 1939 fugint de l'avenç de les tropes feixistes del general Franco i de la imminent repressió, persecució i execució de persones compromeses amb la legalitat republicana que el cop d'estat del general esmentat estava duent a terme en els territoris que ja dominava. Per això, en el coll d'Ares hi ha un monument commemoratiu de l'exili dels republicans. Passa per aquest coll la branca principal del camí de la Retirada del coll d'Ares, promogut com a ruta de senderisme per l'Ajuntament de Molló.

## Fites frontereres
Al coll d'Ares hi ha la fita fronterera número 519 entre els estats francès i espanyol. És 8 metres al nord de l'esplanada esmentada, i es tracta d'una fita de mida mitjana, de base rectangular, a la cara est de la qual hi ha el número de la fita pintat de negre damunt d'un marc pintat de blanc. En aquest cas no hi ha la creu que sol haver-hi en moltes altres fites.